# Zadeldaktoren

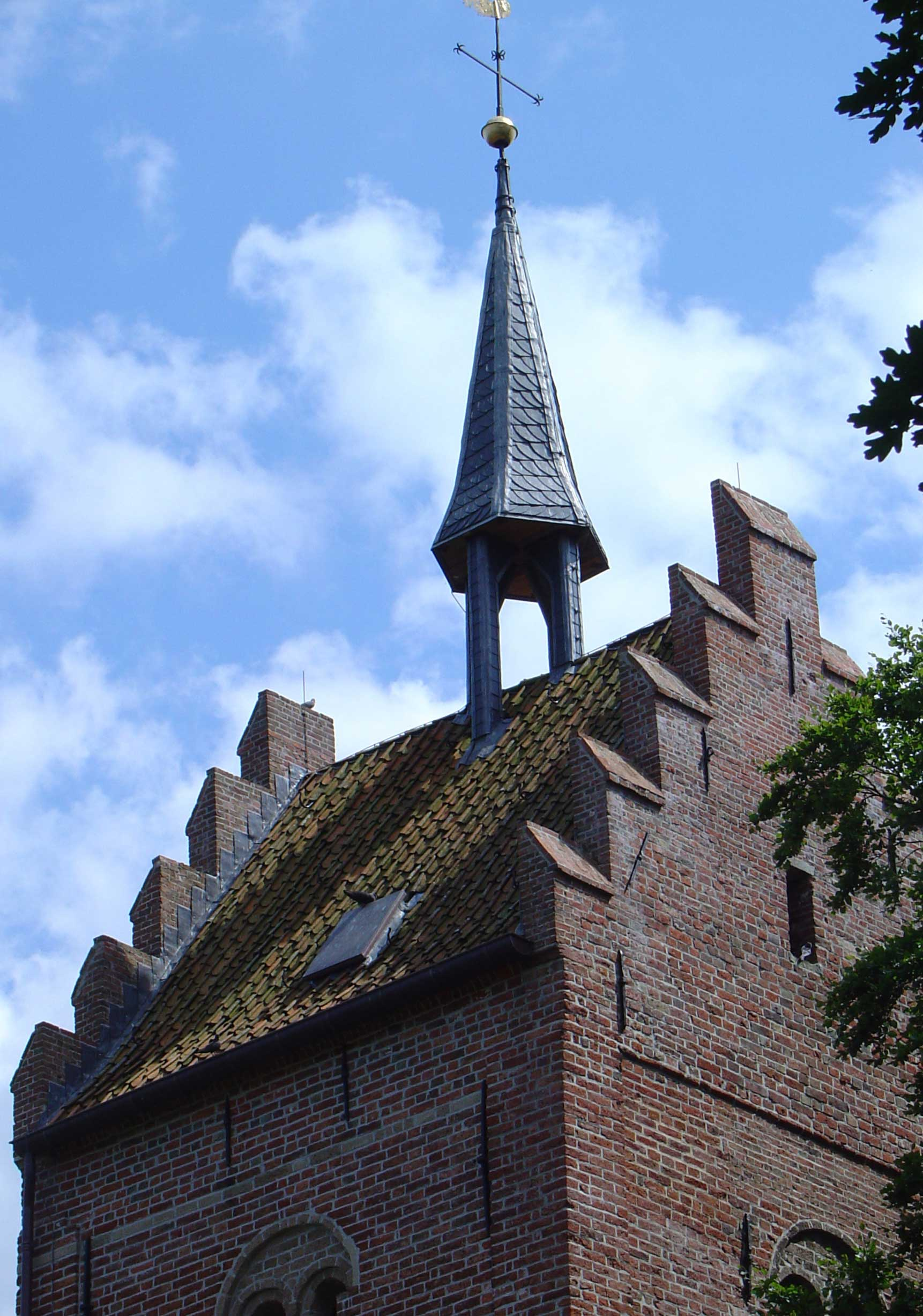
De zadeldaktoren van de Magnuskerk van Anloo

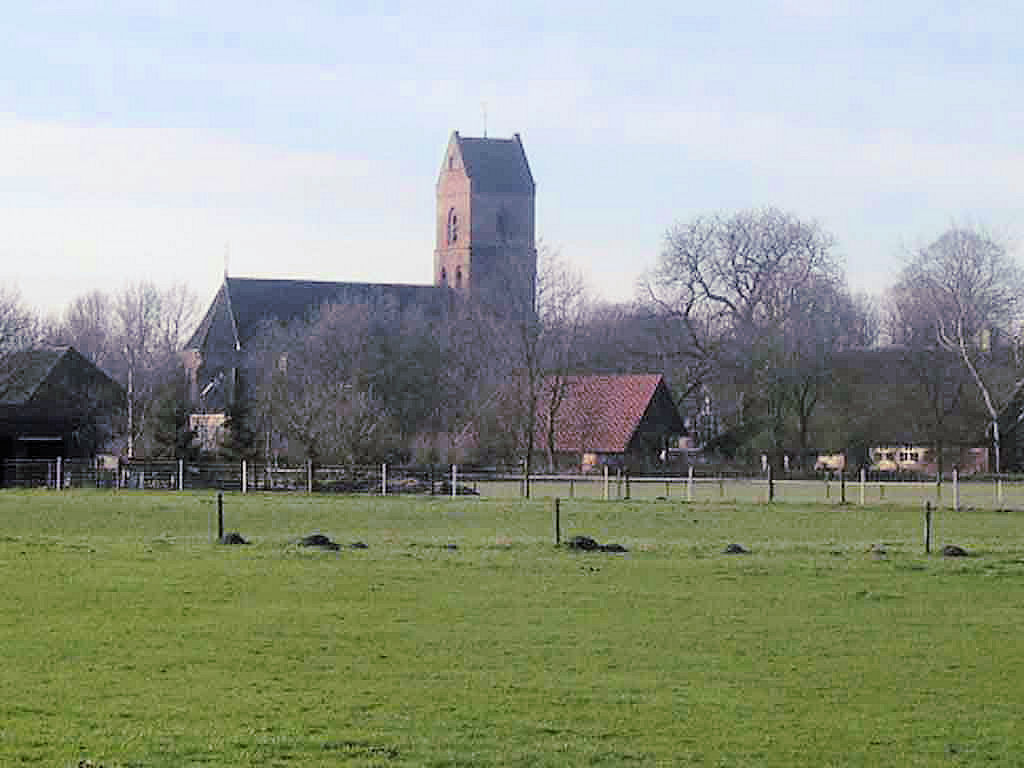
Kerk in Vledder

Een zadeldaktoren is een kerktoren voorzien van een zadeldak. Dit type toren komt in Nederland vooral voor bij romaanse kerken in de provincies Groningen, Friesland en in Drenthe, en in mindere mate ook bij gotische kerken in deze provincies. Voorbeelden zijn die van Oostum (voorbeeld van een dwarsgeplaatste toren) en Vledder. Na 1900 werd dit type toren weer toegepast bij kerken in neoromaanse stijl.

## Kerktorens met zadeldak
Voorbeelden van kerktorens met een zadeldak zijn:
- Magnuskerk te Anloo
- Sint-Gerlachuskerk te Banholt
- Sint-Martinuskerk te Bozum
- Sint-Lambertuskerk te Drunen
- Sint-Petruskerk te Eestrum
- Kerk te Garmerwolde
- Sint-Ludgerkerk te Garnwerd
- Hervormde Kerk te Geesteren
- Hervormde kerk te Glanerbrug
- Pancratiuskerk te Godlinze
- Nederlands Hervormde Kerk te Heerlen
- Sint-Radboudkerk te Jorwerd
- Onze-Lieve-Vrouw-van-de-berg-Karmelkerk te Leenhof
- Petrus en Pauluskerk te Loppersum
- Mauritiuskerk te Marsum
- Meinardskerk te Minnertsga
- Sint-Margaretakerk te Norg
- Joanneskerk te Oisterwijk
- Gerardus Majellakerk te Onderdijk
- Sint-Jozefkerk te Oost-Maarland
- Kerkje te Oostum (zadeldak dwars gepositioneerd)
- Sint-Theresiakerk te Ransdaal
- Franciscus van Assisikerk te Reijmerstok
- Dionysiuskerk te Slappeterp
- Kerk te Spannum
- Bartholomeuskerk te Stedum
- Hervormde kerk te Veenwouden
- Johannes de Doperkerk te Vledder
- Kerk te Zandeweer
- Vrijstaande klokkentoren van de Petruskerk te Zuidbroek